# Ischyropalpus dispar
Ischyropalpus dispar is een keversoort uit de familie snoerhalskevers (Anthicidae). De wetenschappelijke naam van de soort is voor het eerst geldig gepubliceerd in 1973 door Werner.